# البنك الوطني
البنك الوطني (بالإنجليزية: The National Bank)‏ ويُختصر TNB الوطني هي شركة مساهمة عامة فلسطينية تأسست عام 2012 بعد اندماج بنكا الرفاه لتمويل المشاريع الصغيرة والعربي الفلسطيني للاستثمار تحت اسم البنك الوطني وبرأس مال وصل إلى 50 مليون دولار بعد الاندماج. يُعد ثاني أكبر مجموعة مصرفية فلسطينية، والبنك الأسرع نموًا في فلسطين. تنتشر فروع البنك ومكاتبه في محافظات الضفة الغربية فقط بما في ذلك مدينة القدس ووصل عددها إلى 27. بلغ رأس مال البنك وفق تقريره السنوي لعام 2019 نحو 78 مليون دولار. يُرمز للبنك في بورصة فلسطين بـ TNB. يملك البنك شركة وطن للاستثمار. للبنك مقر في قطاع غزة منذ سنوات ولكنه لم يتم افتتاحه.

## التاريخ

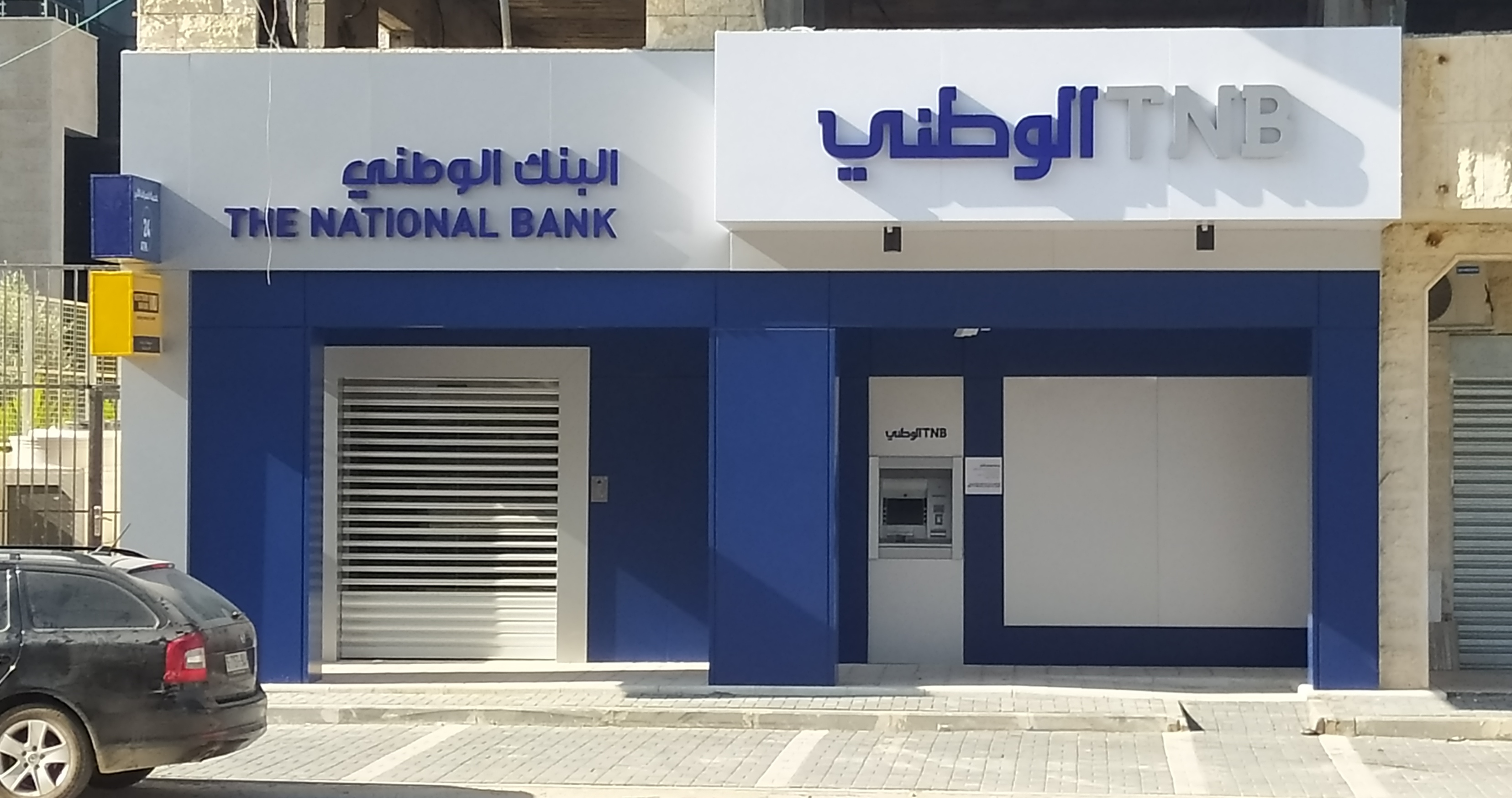
فرع البنك الوطني في مدينة سلفيت

تأسس البنك العربي الفلسطيني للاستثمار عام 1997 برأس مال قُدر بـ 15 مليون دولار، وكان أول بنك فلسطيني متخصص في خدمات البنوك الاستثمارية. كما إن بنك الرفاه لتمويل المشاريع الصغيرة تأسس في عام 2005 وبلغت أرباحه قبل الضرائب في تلك الفترة نحو 2.35 مليون دولار، ورأس ماله عند التأسيس نحو 30 مليون دولار.
في 11 يوليو 2012، عدلت شركة بنك الرفاه لتمويل المشاريع الصغيرة اسمها إلى شركة البنك الوطني.
في 24 نوفمبر 2012، أعلن بنكا الرفاه لتمويل المشاريع الصغيرة والعربي الفلسطيني للاستثمار توقيع الاتفاقية النهائية للاندماج بينهما، بعد حصولهم على الموافقات النهائية من سلطة النقد الفلسطينية ووزارة الاقتصاد الوطني.
في 29 يوليو 2020، أعلن البنك الوطني عن استحواذه على فروع البنك التجاري الأردني في الضفة الغربية.
في 3 يونيو 2023، أعلنت سلطة النقد الفلسطينية عن تعيين مراقب مؤقت للإشراف على أعمال البنك الوطني وذلك نتيجة لاستقالة عدد من أعضاء مجلس الإدارة.

## وصلات خارجية
- الموقع الرسمي